# کنسیکای
کنسیکای (به ژاپنی: 憲政会 Kenseikai) یک حزب سیاسی کوتاه مدت در امپراتوری ژاپن قبل از جنگ بود.